# Port Appin
Port Appin ist eine kleine Ortschaft in der schottischen Council Area Argyll and Bute. Sie liegt am Nordostrand der dünnbesiedelten Region etwa zwölf Kilometer nordöstlich von Oban und 36 Kilometer südwestlich von Fort William am Ufer des Lynn of Lorne gegenüber der Insel Lismore. Die nächstgelegene Ortschaft ist Appin. Im Jahre 1961 wurden in Port Appin 96 Einwohner gezählt. In neueren Zensusdaten ist die Ortschaft nicht mehr separat gelistet.
In Port Appin befindet sich ein Fähranleger, der bereits im 19. Jahrhundert vorhanden war. Er wird heute noch regelmäßig bedient. Das einzige Fahrtziel ist der Anleger auf Lismore.

## Sehenswürdigkeiten
Bei Port Appin ist ein Denkmal aus der höchsten schottischen Denkmalkategorie A zu finden. Erbauer des Herrenhauses Airds House war Donald Campbell, 5. of Airds. Airds House wurde im Jahre 1738, und somit nur wenige Jahre vor den Jakobitenaufständen im Jahre 1745, in welche der Clan Campbell verstrickt war, errichtet. Die aus dem frühen 14. Jahrhundert stammende Burg Castle Stalker liegt etwa drei Kilometer entfernt auf einer kleinen Insel.